# Mariam (figlia di Bagrat IV di Georgia)
Mariam Bagrationi in georgiano მარიამი?, Mariami (fl. XI secolo) era una figlia del re Bagrat IV di Georgia (regno 1027-1072) avuta dalla moglie alana Borena. Probabilmente era sposata in seconde nozze con il dignitario bizantino Teodoro Gabras.
Mariam è menzionata nelle Cronache georgiane solo in un'occasione, in quanto presente al letto di morte del padre Bagrat IV nel novembre 1072. Il nome Mariam (Maria) fu portato, come imperatrice bizantina, anche dall'altra figlia di Bagrat, meglio documentata, che nacque come Marta in Georgia. Il professor Cyril Toumanoff, studioso delle genealogie caucasiche medievali, identifica Mariam con l'anonima donna “alana”, di “ nobile nascita”, di cui si conosce l'“Alessiade” di Anna Comnena, che nel 1091 sposò, come seconda moglie, il nobile bizantino Teodoro Gabras, duca di Trebisonda. Questa nobildonna era cugina di Eirene, un'altra sposa georgiana alla corte bizantina, sposata con il sebastocratore Isacco Comneno, fratello dell'imperatore Alessio I Comneno. Eirene era la madre della fidanzata di Gregorio Gabras, il figlio di Teodoro nato dal suo primo matrimonio. Così, il fidanzamento di Gregorio con una principessa della dinastia Comnena fu annullato, poiché i due erano ormai considerati parenti stretti e, secondo le leggi civili ed ecclesiastiche, tali matrimoni erano proibiti. Alessio, comunque, preoccupato per la reazione di Teodoro, tenne Gregorio a corte come ostaggio per assicurarsi che Teodoro continuasse a comportarsi bene, rassicurando Teodoro con l'affermazione che stava pensando di far sposare Gregorio con una delle sue figlie. Il successivo tentativo di Teodoro di rapire il figlio portò i Gabras in conflitto con Costantinopoli. Non si conoscono ulteriori dettagli sulla moglie di Teodoro.

## Ascendenza
|                      |   |                             | Genitori |  |  | Nonni |  |  | Bisnonni              |  |  | Trisnonni         |  |
|                      |   |                             |          |  |  |       |  |  | Bagrat III di Georgia |  |  | Gurgen di Georgia |  |
|                      |   |                             |          |  |  |       |  |  | Bagrat III di Georgia |  |  | Gurgen di Georgia |  |
|                      |   | Gurandukht                  |          |  |  |       |  |  | Bagrat III di Georgia |  |  |                   |  |
| Giorgio I di Georgia |   |                             |          |  |  |       |  |  | Bagrat III di Georgia |  |  |                   |  |
|                      |   | Marta                       | …        |  |  |       |  |  |                       |  |  |                   |  |
|                      |   | Marta                       | …        |  |  |       |  |  |                       |  |  |                   |  |
|                      |   | Marta                       | …        |  |  |       |  |  |                       |  |  |                   |  |
| Bagrat IV di Georgia |   | Marta                       |          |  |  |       |  |  |                       |  |  |                   |  |
|                      |   | Giovanni-Senekerim Artsruni | …        |  |  |       |  |  |                       |  |  |                   |  |
|                      |   | Giovanni-Senekerim Artsruni | …        |  |  |       |  |  |                       |  |  |                   |  |
|                      |   | Giovanni-Senekerim Artsruni | …        |  |  |       |  |  |                       |  |  |                   |  |
| Mariam di Vaspurakan |   | Giovanni-Senekerim Artsruni |          |  |  |       |  |  |                       |  |  |                   |  |
|                      |   | …                           | …        |  |  |       |  |  |                       |  |  |                   |  |
|                      |   | …                           | …        |  |  |       |  |  |                       |  |  |                   |  |
|                      |   | …                           | …        |  |  |       |  |  |                       |  |  |                   |  |
| Mariam Bagrationi    |   | …                           |          |  |  |       |  |  |                       |  |  |                   |  |
|                      | … | …                           |          |  |  |       |  |  |                       |  |  |                   |  |
|                      | … | …                           |          |  |  |       |  |  |                       |  |  |                   |  |
|                      | … | …                           |          |  |  |       |  |  |                       |  |  |                   |  |
| …                    | … |                             |          |  |  |       |  |  |                       |  |  |                   |  |
|                      |   | …                           | …        |  |  |       |  |  |                       |  |  |                   |  |
|                      |   | …                           | …        |  |  |       |  |  |                       |  |  |                   |  |
|                      |   | …                           | …        |  |  |       |  |  |                       |  |  |                   |  |
| Borena d'Alania      |   | …                           |          |  |  |       |  |  |                       |  |  |                   |  |
|                      |   | …                           | …        |  |  |       |  |  |                       |  |  |                   |  |
|                      |   | …                           | …        |  |  |       |  |  |                       |  |  |                   |  |
|                      |   | …                           | …        |  |  |       |  |  |                       |  |  |                   |  |
| …                    |   | …                           |          |  |  |       |  |  |                       |  |  |                   |  |
|                      |   | …                           | …        |  |  |       |  |  |                       |  |  |                   |  |
|                      |   | …                           | …        |  |  |       |  |  |                       |  |  |                   |  |
|                      |   | …                           | …        |  |  |       |  |  |                       |  |  |                   |  |
|                      |   | …                           |          |  |  |       |  |  |                       |  |  |                   |  |